# Лединец
Лединец је насељено место у саставу општине Беретинец у Вараждинској жупанији, Хрватска. До територијалне реорганизације у Хрватској налазио се у саставу старе општине Вараждин.

## Становништво
На попису становништва 2011. године, Лединец је имао 175 становника.

## Попис1991.
На попису становништва 1991. године, насељено место Лединец је имало 385 становника, следећег националног састава:
| Попис 1991.‍  | Попис 1991.‍  | Попис 1991.‍ | Попис 1991.‍ | Попис 1991.‍ |
| ------------ | ------------ | ----------- | ----------- | ----------- |
|              |              |             |             |             |
| Хрвати       | Хрвати       |             | 378         | 98,18%      |
| Југословени  | Југословени  |             | 5           | 1,29%       |
| неопредељени | неопредељени |             | 1           | 0,25%       |
| непознато    | непознато    |             | 1           | 0,25%       |
| укупно: 385  |              |             |             |             |